# پروتئین آ
پروتئین آ (انگلیسی: Protein A) یک پروتئین سطحی ۴۲ کیلو دالتونی است که در دیواره سلولی باکتری استافیلوکوکوس اورئوس (Staphylococcus aureus) وجود دارد و توسط ژن spa کدگزاری می‌شود. تنظیمات این ژن توسط توپولوژی DNA، میزان اسمولاریتی سلولی و یک سیستم دو جزئی به نام ArlS-ArIR کنترل می‌شود. توانایی این پروتئین برای اتال به ایمونوگلوبولین‌ها باعث استفاده گسترده از آن در تحقیقات بیوشیمیایی شده‌است. این پروتئین از ۵ دامین همسان متصل به Ig تابیده شده در سه گروه مارپیچی تشکیل شده‌است. هر دامین می‌تواند به تعداد زیادی پروتئین از گونه‌های مختلف پستانداران، به‌ویژه IgG، متصل می‌شود. پروتئین آ به زنجیره سنگین قسمت Fc بیشتر ایمونوگلوبولینها و همچنین قسمت Fab خانواده VH3 انسانی متصل می‌شود. در سرم که امکان اتصال مولکولهای IgG در جهت اشتباه (نسبت به عملکرد عادی آنتی‌بادی) وجود دارد، باکتری از طریق این تعاملات آپسونین و بیگانه خواری را از بین می‌برد.

## تاریخچه
وروِی در سال ۱۹۴۰ گزارشی از شناسایی یک محصول جانبی در آنتی‌ژنهای مخصوص استافیلوکوکوس منتشر کرد. در این گزارش تصریح شده بود که قسمتهایی از پروتئین حاصل از باکتری به شکل غیر اختصاصی علیه انواع مختلف استافیلوکوکوس در آنتی سرم خرگوش رسوب کرده‌اند
اتصال آنتی‌بادی در پروتئین آ
پالایش کریستالوگرافی نشان داده که محل اتصال ابتدایی پروتئین آ روی قسمت Fc، بین CH2 و CH3 قرار دارد. علاوه بر این پروتئین آ به مولکولهای IgG حاوی قطعات IgG F(ab')2 در خانواده ژن VH3 انسانی نیز متصل می‌شود.
پروتئین A می‌تواند با تمایل بالایی به بخش Fc از ایمونوگلوبولین برخی از گونه‌ها که در جدول زیر نشان داده شده‌است، متصل شود.

## نقش در پاتوژنز
1. اتصال به قسمت Fc آنتی‌بادی‌ها، پروتئین A دسترسی آنها را به آپسونین متوقف نموده و سبب اختلال در فاگوسیتوز باکتری‌ها از طریق حمله سلولی ایمنی می‌شود.
2. پروتئین A تسریع پیوستن S. aureus به سطوح پوشش دهنده فون ویلبراند (vWF) انسان را تسهیل می‌کند، در نتیجه افزایش عفونت باکتری در محل نفوذ پوست.
3. پروتئین A می‌تواند با اتصال به گیرنده‌های غدد لنفاوی 1 (TNFR-1) تومور ریه بوجود آورد. نشان داده شده‌است که این تعامل نقش کلیدی در پاتوژنز پنومونی استافیلوکوک دارد.
4. پروتئین A اثبات شده‌است که ایمونولوژیک هومورال (آنتی‌بادی) را نقض می‌کند که به نوبه خود به این معنی است که افراد می‌توانند با S. aureus مکرر آلوده شوند، زیرا آنها نمی‌توانند پاسخ قوی آنتی‌بادی خود را ارائه دهند.
5. نشان داده شده‌است که پروتئین A برای ترویج تشکیل بیوفیلم‌ها هر دو زمانی که پروتئین به‌طور کوانتومی به دیواره سلولی باکتریایی و همچنین محلول بستگی دارد.